# کلیتون مور
کلیتون مور (انگلیسی: Clayton Moore؛ ۱۴ سپتامبر ۱۹۱۴ – ۲۸ دسامبر ۱۹۹۹) یک هنرپیشه اهل ایالات متحده آمریکا بود. وی بین سال‌های ۱۹۳۴ تا ۱۹۹۹ میلادی فعالیت می‌کرد.

## گزیده فیلمشناسی
از فیلم‌ها یا برنامه‌های تلویزیونی که وی در آن نقش داشته‌است می‌توان به آثار زیر اشاره کرد.
- کیت کارسون (فیلم ۱۹۴۰) (۱۹۴۰)